# KEMA (Prüfstelle)

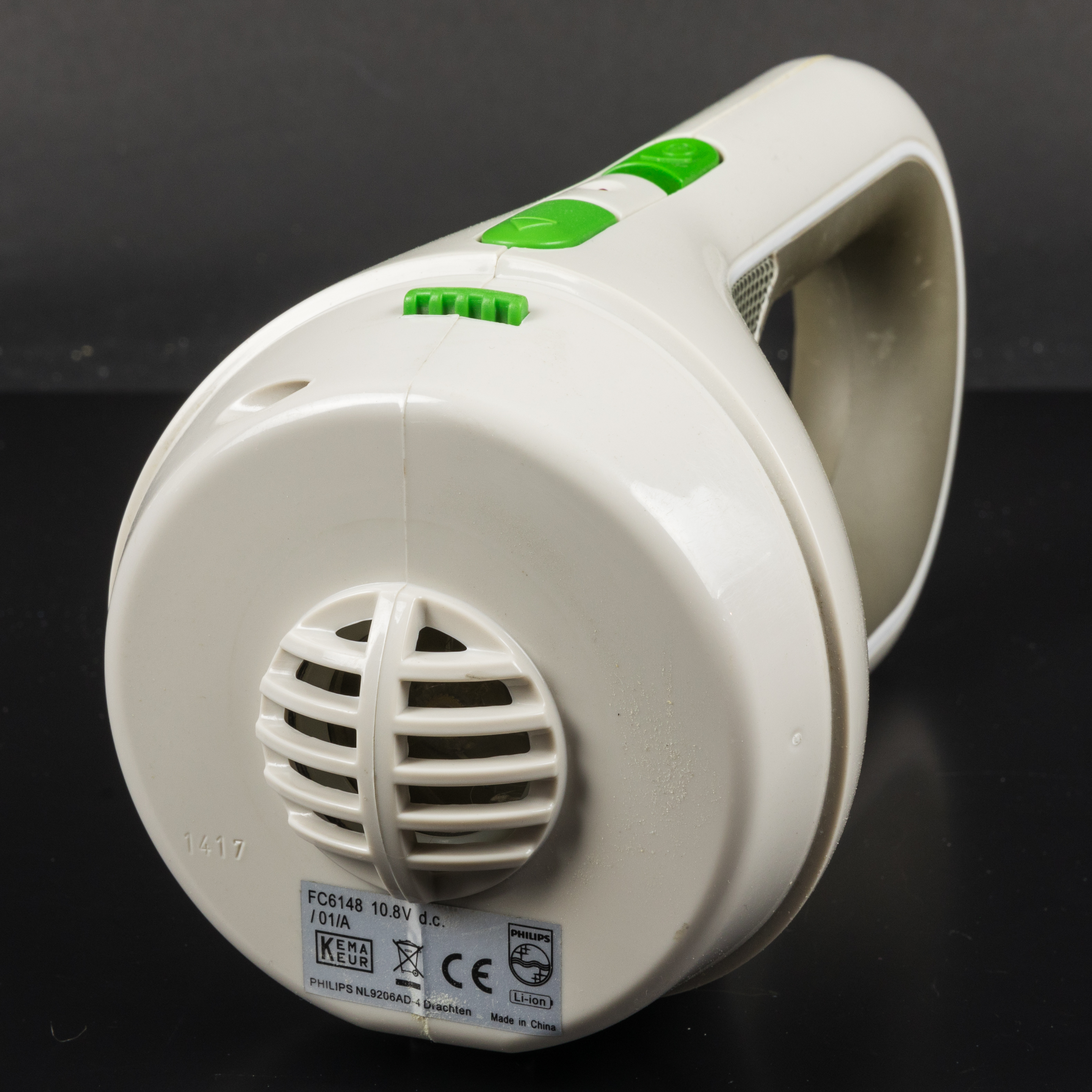
Philips-Handstaubsauger mit KEMA-Prüfplakette

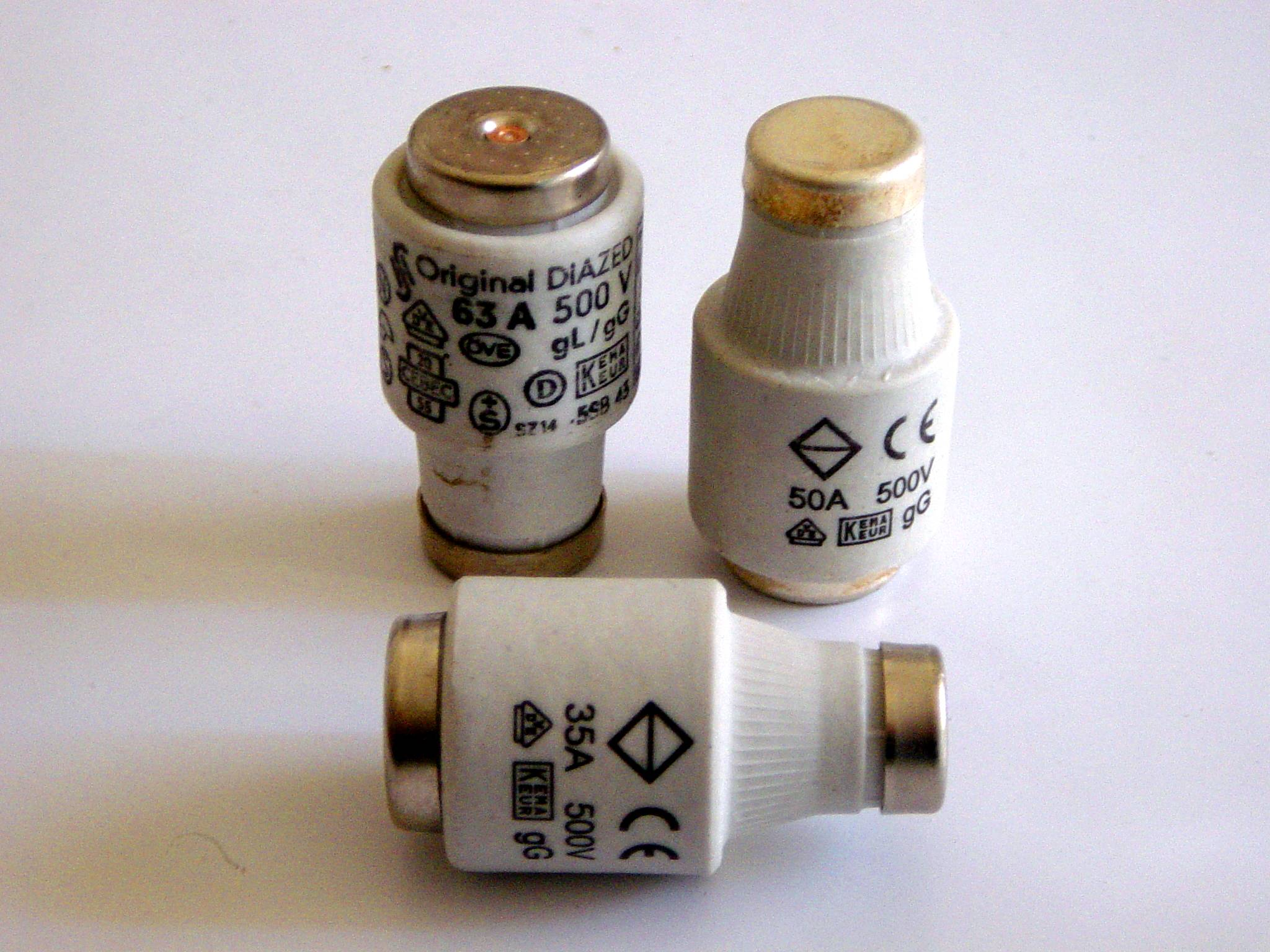
DIAZED-Sicherungen mit Logo von KEMA

Die KEMA (Abkürzung für niederländisch Keuring van Elektrotechnische Materialen te Arnhem) ist eine Prüfstelle der Elektroindustrie in Arnheim in den Niederlanden.

## Geschichte
1927 haben niederländische Provinzbehörden, Kommunalbehörden und Energieversorgungsunternehmen die KEMA in Arnhem gegründet. Das Akronym KEMA steht für „Keuring van Elektrotechnische Materialen te Arnhem“ und bedeutet auf Deutsch „Inspektion elektrotechnischer Materialien zu Arnhem“. Die Labors wurden 1938 von Prinz Bernhard eröffnet und 1939 erweitert. Zur Kommunikation zwischen den Umspannwerken errichtete die KEMA 1969 den Fernmeldeturm KEMA Toren in Arnhem.
2009 hat die Dekra von der KEMA den Geschäftsbereich, der Niederspannungsanlagen, elektrotechnische Komponenten, elektronische und medizinische Produkte sowie Management-Systeme prüfte und zertifizierte, gekauft.
2013 hat sich der (nicht zu der Dekra gehörende) übrige Teil der KEMA mit DNV, Garrad Hassan und GL Renewables Certification zusammengeschlossen. Die KEMA trat dann unter dem Markennamen DNV GL auf. Aber KEMA wurde weiter als Zertifikatslogo verwendet.
2019 hat CESI von DNV GL dessen Geschäftsbereich KEMA gekauft. Diese Transaktion umfasste alle Hochspannungsprüfungs-, Inspektions- und Zertifizierungsaktivitäten, die in den KEMA-eigenen Laboren in Arnheim und Prag durchgeführt wurden. Diese Transaktion wurde 2020 durch den Kauf des KEMA-Labors in Chalfont (Pennsylvania, USA) ergänzt.

## Aufgaben
Die KEMA betreibt in Arnhem ein bedeutendes Hochspannungslabor. Die vier Elektrogeneratoren dieses Labors können kurzzeitig insgesamt eine elektrische Scheinleistung von 10 Gigavoltampere bereitstellen. Deshalb gilt dieses Labor als das leistungsstärkste Kurzschlusslabor der Welt. Außerdem betreibt die KEMA Hochspannungslabore in Prag und Chalfont.
Die KEMA berät und unterstützt Behörden, Organisationen, Hersteller, Monteure und Verbraucher.
Die KEMA erteilt ein Prüfzeichen für Elektrogeräte oder elektrotechnische Bauteile, das deren grundsätzliche Eignung und Sicherheit bestätigt. Dieses Zeichen ist als KEMA-KEUR-Zeichen bekannt.
Die KEMA prüft und zertifiziert Produkte, Systeme und Personen. Sie hat beispielsweise die Sicherheit von Atomspaltungskraftwerken geprüft und zertifiziert.